# FreeS/WAN
FreeS/WAN(Free Secure Wide-Area Networking)은 리눅스용 IPsec 네트워크 보안 계층의 참조 버전을 구현한 무료 소프트웨어 프로젝트였다. 인터넷 트래픽의 유비쿼터스 기회 암호화라는 프로젝트 목표는 일반적인 인터넷 암호화에 기여했지만 실현되지 않았다.
이 프로젝트는 존 길모어에 의해 설립되었으며 대부분의 기간 동안 휴 다니엘(Hugh Daniel)이 관리했다. 존 이오아니디스(John Ioannidis)와 안젤로스 케로미티스(Angelos Keromytis)는 1997년 가을 이전에 미국 이외의 지역에서 코드베이스를 시작했다. 프로젝트의 기술 책임자는 헨리 스펜서였고 나중에는 마이클 리처드슨이었다. IKE 키잉 데몬(pluto)은 D. 휴 레델마이어(Hugh Redelmeier)가 유지 관리했으며, IPsec 커널 모듈(KLIPS)은 리처드 가이 브릭스(Richard Guy Briggs)가 유지 관리했다. 샌디 해리스(Sandy Harris)는 프로젝트 대부분의 주요 문서화 담당자였으며 이후에는 클라우디아 슈마잉(Claudia Schmeing)이 되었다.
최종 FreeS/WAN 버전 2.06은 2004년 4월 22일에 출시되었다. 이전 버전 2.04는 Openswan과 StrongSwan이라는 두 개의 프로젝트를 구성하기 위해 분기되었다. Openswan은 2012년 이후 Libreswan으로 분기되었다.